# ディアボリック (アニメ)
『ディアボリック』は、イタリアで刊行されている同名の怪盗漫画をベースとしたテレビアニメ。本放送はヨーロッパ各国にて1999年から2001年の間に放送された。
指名手配されている凶悪泥棒犯のディアボリックと相棒のノヴァの2人がギンコ警部から逃げつつ、犯罪組織ブラザーフッドとボスのデーンと戦う姿を描いている。

## 製作
製作はアメリカのサバン・エンターテイメントと同社の傘下であるフランスのサバン・インターナショナル（現：シップ・アニメーション）の2社で進められ、イタリアのメディアセットも参加。、
アニメーションでは日本の葦プロダクションが東宝の協力を得て実制作を担当。しかし本作とは別のサバン作品でプロデューサーを務めていたブルーノ・ビアンキによると、葦プロダクションは更に韓国の制作会社（セロム・アニメーション）に丸投げしており、実際の制作には殆ど関わっていなかったと証言している。
なお、アメリカと日本でも本作のテレビ放送を行う計画があり、東宝も日本国内での放送権を取得していたものの、両国でのテレビ放送は行われていない。
2001年にディズニーがFox Kids World Wideを買収された際、本作の所有権はディズニーが取得している。

## 登場人物
空白の部分は不明もしくは非公表の声優。
| キャラクター   | フランス版声優                   | イタリア版声優                                      | カナダ版声優                 |
| -------------- | -------------------------------- | --------------------------------------------------- | ---------------------------- |
| ディアボリック | ピエール・フランソス・ピストリオ | クラウディオ・モニータ シモーネ・ダンドレア（大人） | スティーヴン・ボガート       |
| エヴァ・カント | ブランチェ・ラバレック           | ソニア・マッツァ                                    | メーガン・ファーレンボック   |
| ダン           | バーナード・ウォーリンガー       | マルコ・バルツァロッティ パトリジオ・プラタ         | ウェイン・ベスト             |
| ギンコ警部     |                                  | マルコ・バルヴィ                                    | グラハム・ハーレイ           |
| グラファム     |                                  | エンゾ・タラシオ                                    | デニス・アキヤマ             |
| キング（王様） |                                  |                                                     | ゲイリー・クラフォード       |
| ナオミ         |                                  | エルダ・オリヴィエリ                                | ジュリー・レミュー           |
| ミッキー       |                                  |                                                     | ジャネット・レイン・グリーン |
| バンデラス     |                                  | ディエゴ・サブレ                                    | ディエゴ・マタモロス         |
| ラナバローニャ | マリー・クリスティーン・ダラー   |                                                     | アリソン・セアリー・スミス   |
| ダゲット       |                                  | ジャンルカ・イアコノ                                | ジェシー・コリーンズ         |
| レオノフ       |                                  | オリヴェロ・コルベッタ                              | ダン・シャメロイ             |
| コレン         |                                  |                                                     | マイケル・ランポート         |
| ユーコ         |                                  |                                                     | ジャン・ルーク               |

## サブタイトル
| 通算 話数 | タイトル                       | 放送日         |
| --------- | ------------------------------ | -------------- |
| 1         | "For Old Times Sake"           | 2000年9月7日   |
| 2         | "Under the North Pole"         | 2000年9月9日   |
| 3         | "Chinese Puzzle Box"           | 2000年9月10日  |
| 4         | "Sea of Gold"                  | 2000年9月16日  |
| 5         | "King's Legacy"                | 2000年9月17日  |
| 6         | "Honor Student"                | 2000年9月23日  |
| 7         | "Track of the Panther"         | 2000年9月24日  |
| 8         | "Panther Uncaged"              | 2000年9月30日  |
| 9         | "The Mole"                     | 2000年10月1日  |
| 10        | "A Sporting Chance"            | 2000年10月7日  |
| 11        | "Target: Diabolik"             | 2000年10月8日  |
| 12        | "Hot Threads"                  | 2000年10月14日 |
| 13        | "Tokyo Conspiracy"             | 2000年10月15日 |
| 14        | "Rust in Peace"                | 2000年10月21日 |
| 15        | "Triple Play"                  | 2000年10月22日 |
| 16        | "Merchant of Menace"           | 2000年10月28日 |
| 17        | "Question of Survival"         | 2000年10月29日 |
| 18        | "Her Father's Daughter"        | 2000年11月4日  |
| 19        | "Memories"                     | 2000年11月5日  |
| 20        | "Lost City"                    | 2000年11月11日 |
| 21        | "Eye of Storm"                 | 2000年11月12日 |
| 22        | "Lights! Camera! Diabolik!"    | 2000年11月18日 |
| 23        | "Hide and Seek"                | 2000年11月19日 |
| 24        | "Ultimate Security"            | 2000年11月25日 |
| 25        | "Crowning Glory"               | 2000年11月26日 |
| 26        | "The Kindness of Strangers"    | 2000年11月27日 |
| 27        | "Redline: Diabolik"            | 2000年11月28日 |
| 28        | "The Wrong Side of the Tracks" | 2000年11月28日 |
| 29        | "Master Plan"                  | 2000年12月3日  |
| 30        | "Partners"                     | 2000年12月16日 |
| 31        | "The Thief who stole Tomorrow" | 2000年12月23日 |
| 32        | "The Detective's Obsession"    | 2000年12月24日 |
| 33        | "Strange Alliance"             | 2000年12月30日 |
| 34        | "Daggers And Swords"           | 2000年12月31日 |
| 35        | "Rainbow Warriors"             | 2001年1月13    |
| 36        | "From the Depths"              | 2001年1月14日  |
| 37        | "Kid's Stuff"                  | 2001年1月20日  |
| 38        | "Future Imperfect"             | 2001年1月27日  |
| 39        | "Final Justice: Part 1"        | 2001年1月27日  |
| 40        | "Final Justice: Part 2"        | 2001年1月28日  |